# Сражение под Ктесифоном
Битва при Ктесифоне (англ. Battle of Ctesiphon) — сражение между английскими и турецкими войсками, состоявшееся 22—25 ноября 1915 года во время Первой мировой войны. Завершилось победой турок и отступлением частей Индийского корпуса к Эль-Куту.

## Битва
Желая как можно скорее захватить богатые нефтью районы Месопотамии, британское командование в 1915 году высадило десант Индийского корпуса под командованием генерала Никсона. Активные боевые действия развернулись в ноябре 1915 года, когда британские войска захватили Эль-Курну и двинулись вдоль рек Тигр и Евфрат с целью захвата Багдада. Однако продвижение войск шло очень медленно. Это позволило турецкому командованию подтянуть резервные силы в Месопотамию и создать группу армий «Ирак».
21 ноября Таунсенд приказал совершить ночной марш, чтобы атаковать позиции османской армии на рассвете. Однако из-за плохих условий местности на западном берегу Тигра атака пришлась на более сильный восточный берег. Наступление также должны были поддерживать канонерские лодки. Но им было трудно добиться продвижения из-за минирования Тигра и обстрелов османской артиллерии.
Британские войска увязли в безрезультатных боях против турецкой пехоты и арабской кавалерии. К концу дня британцы захватили первую линию обороны, но при этом понесли тяжелые потери. Османские войска также понесли большие потери, но смогли удержать свои позиции.
На второй день Таунсенд предпринял еще одну попытку прорыва, которую османы снова остановили. Затем османские войска начали контратаку, которую британцы смогли отразить. Обе армии понесли тяжелые потери в результате атак и контратак. 24 ноября обе армии отошли из-за больших потерь. Когда Нуреддин-паша заметил отступление британцев, он приказал своим войскам преследовать их.
В сражении под Ктесифоном англичане понесли значительные потери, были отброшены более чем на 60 км назад и были вынуждены укрыться в Эль-Куте. Там эти части, насчитывающие около 11 000 солдат (не считая кавалерии), попали в окружение. Турецкие войска начали осаду крепости. В итоге англичане сдались в плен.